# Sylvain Grenier
Sylvain Grenier (Varennes, 26 marzo 1977) è un ex wrestler canadese sotto contratto con la WWE, dove svolge il ruolo di produttore.
In carriera ha detenuto quattro volte il WWE World Tag Team Championship (tre volte con Rob Conway e una volta con René Duprée).

## Carriera

### World Wrestling Entertainment (2003–2007)
Nel 2003 forma con René Duprée, La Résistance, un tag team francese. I due debuttano il 28 aprile 2003 a Raw attaccando Scott Steiner, poiché quest'ultimo aveva paragonato la Francia all'inferno. Inizia così una faida fra i francesi e Steiner e Test, costretto ad essere il compagno di Big Poppa Pump dalla sua fidanzata Stacy Keibler. I due francesi vincono il loro match contro Steiner e Test al loro debutto in PPV a Judgment Day. Questo porterà i due ad un match per il WWE World Tag Team Championship, detenuti allora da Kane e Rob Van Dam, a Bad Blood: La Résistance trionfa e conquista i titoli di coppia.
Inizia quindi un feud con i Dudley Boyz (Bubba Ray e D-Von Dudley) che porterà i due francesi a perdere i loro titoli. Intanto ai due si affianca anche Rob Conway e quando Grenier s'infortuna Duprée inizia a lottare in coppia con Conway, fino a quando Grenier non tornerà il 15 marzo 2004. I tre però non lotteranno mai più insieme: la settimana dopo Duprée passerà, per effetto della Draft Lottery, al roster di SmackDown!.
Debutta il 10 settembre 2005 a Velocity, sconfiggendo il jobber Matt Johnson. Il 23 settembre combatte quindi a SmackDown!, iniziando una faida con Hardcore Holly: perde il primo match, ma il 7 ottobre sconfigge Holly. La rivalità si conclude quindi il 21 ottobre a SmackDown! in un Hardcore Match, dove a vincere sarà Holly. Dopo questo feud, combatte a Velocity il 29 ottobre, vincendo contro Funaki. La settimana successiva sconfigge Joey Ryan. Il 2 dicembre a SmackDown! perde contro Bobby Lashley. Mentre il 10 dicembre, a Velocity, perde contro Matt Hardy. Nell'ultima puntata di SmackDown! del 2005 perde di nuovo contro Lashley per Count out. Il 13 gennaio 2006, a SmackDown!, combatte in una Battle Royal per il World Heavyweight Championship, ma viene eliminato da Matt Hardy. Il 21 gennaio, a Velocity, batte Scotty 2 Hotty. Il 17 febbraio, a SmackDown!, perde contro Rey Mysterio, ma il 25 febbraio, a Velocity, sconfigge il jobber Sean Patrick. Nella puntata del 24 marzo di SmackDown! combatte in una Battle royal per la qualificazione al Money in the Bank Ladder match, ma viene eliminato.
Ritorna dopo parecchi mesi di assenza, il 28 luglio a SmackDown!, con un nuovo Feud contro Tatanka, vincendo primo match. La settimana successiva, però, perde contro lo stesso Tatanka, mentre l'11 agosto perde contro Vito. La settimana dopo, sempre a SmackDown!, perde contro Batista, e perde anche il 25 agosto contro Vito. Il 22 settembre conclude a suo favore il feud contro Tatanka, battendolo. E la settimana dopo sconfigge anche il debuttante Jimmy Wang Yang. Nella puntata del 13 ottobre perde, insieme a KC James e Idol Stevens, contro Paul London, Brian Kendrick e Jimmy Wang Yang, mentre il 10 novembre perde con Gregory Helms contro Jimmy Wang Yang e Matt Hardy. L'8 dicembre perde anche contro Chris Benoit, e la settimana dopo viene sconfitto da Vito. Nella puntata del 22 dicembre si traveste da Babbo Natale e perde contro Batista. Ritorna il 20 febbraio 2007, nel roster della ECW riformando La Résistance con René Duprée, sconfiggendo i Los Locos, ma dopo questo match non combatteranno più insieme e dopo tanti mesi di assenza ritorna a SmackDown! il 10 agosto, con una gimmick di un modello, e viene sconfitto da Kane. Sarà il suo ultimo match in WWE, dalla quale viene svincolato sei giorni dopo.

## Personaggio

### Mosse finali
- Vertical suplex in un Flowing DDT
- Wrist-lock in un Flowing DDT

### Manager
- Maryse

### Musiche d'ingresso
- Final Force di Jim Johnston (2003–2005; usata come membro de La Résistance)
- The World is Sylvan di Jim Johnston (2005–2006)
- The Ambassador of Quebec di Jim Johnston (2006–2007)

## Titoli e riconoscimenti
- Canadian Wrestling Federation
  - CWF Tag Team Championship (1) – con René Duprée
- Combat Revolution Wrestling
  - CRW Quebec Championship (2)
- Northern Championship Wrestling
  - NCW Quebec Championship (1)
  - NCW Tag Team Championship (1) – con Rob Conway
- Top of The World Wrestling
  - TOW Championship (1)
  - TOW Tag Team Championship (1) – con Rob Conway
- World Wrestling Entertainment
  - World Tag Team Championship (4) – con Rob Conway (3) e con René Duprée (1)
- Wrestling Observer Newsletter
  - Worst Tag Team (2003) – con René Duprée